# Kaibito
Kaibito (Navajo: Kʼaiʼbiiʼtó) ist ein Census-designated place innerhalb der Navajo Nation Reservation im Coconino County im US-Bundesstaat Arizona. Das U.S. Census Bureau hat bei der Volkszählung 2020 eine Einwohnerzahl von 1.540 auf einer Fläche von 41,4 km² ermittelt. Die Bevölkerungsdichte lag bei 37 Einwohnern je km². 